# Ludwigslust-Parchim
Ludwigslust-Parchim là một huyện (Landkreis) phía Tây bang Mecklenburg-Vorpommern, Đức. Các địa phương lân cận theo chiều kim đồng hồ gồm bang Schleswig-Holstein, huyện Nordwestmecklenburg, thành phố Schwerin, huyện Rostock, huyện Mecklenburgische Seenplatte và các bang Brandenburg và Niedersachsen. Thủ phủ của huyện là thị trấn Parchim.

## Lược sử
Huyện thành lập tháng 9 năm 2011 trên cơ sở sáp nhập 2 huyện cũ là Ludwigslust và Parchim.

## Xã và thị trấn
| Amt-free towns                                                 |
| -------------------------------------------------------------- |
| 1. Boizenburg 2. Hagenow 3. Lübtheen 4. Ludwigslust 5. Parchim |

| Ämter | Ämter | Ämter | Ämter |
| --- | --- | --- | --- |
| - 1. Boizenburg-Land [seat: Boizenburg] 1. Bengerstorf 2. Besitz 3. Brahlstorf 4. Dersenow 5. Gresse 6. Greven 7. Neu Gülze 8. Nostorf 9. Schwanheide 10. Teldau 11. Tessin bei Boizenburg - 2. Crivitz 1. Banzkow 2. Barnin 3. Bülow 4. Cambs 5. Crivitz1, 2 6. Demen 7. Dobin am See 8. Friedrichsruhe 9. Gneven 10. Langen Brütz 11. Leezen 12. Pinnow 13. Plate 14. Raben Steinfeld 15. Sukow 16. Tramm 17. Zapel - 3. Dömitz-Malliß 1. Dömitz1, 2 2. Grebs-Niendorf 3. Karenz 4. Malk Göhren 5. Malliß 6. Neu Kaliß 7. Vielank - 4. Eldenburg Lübz 1. Gallin-Kuppentin 2. Gehlsbach 3. Gischow 4. Granzin 5. Kreien 6. Kritzow 7. Lübz1, 2 8. Marnitz 9. Passow 10. Siggelkow 11. Suckow 12. Tessenow 13. Werder | - 5. Goldberg-Mildenitz 1. Dobbertin 2. Goldberg1, 2 3. Mestlin 4. Neu Poserin 5. Techentin 6. Wendisch Waren - 6. Grabow 1. Balow 2. Brunow 3. Dambeck 4. Eldena 5. Gorlosen 6. Grabow1, 2 7. Karstädt 8. Kremmin 9. Milow 10. Möllenbeck 11. Muchow 12. Prislich 13. Steesow 14. Zierzow - 7. Hagenow-Land [seat: Hagenow] 1. Alt Zachun 2. Bandenitz 3. Belsch 4. Bobzin 5. Bresegard bei Picher 6. Gammelin 7. Groß Krams 8. Hoort 9. Hülseburg 10. Kirch Jesar 11. Kuhstorf 12. Moraas 13. Pätow-Steegen 14. Picher 15. Pritzier 16. Redefin 17. Setzin 18. Strohkirchen 19. Toddin 20. Warlitz | - 8. Ludwigslust-Land [seat: Ludwigslust] 1. Alt Krenzlin 2. Bresegard bei Eldena 3. Göhlen 4. Groß Laasch 5. Leussow 6. Lübesse 7. Lüblow 8. Rastow 9. Sülstorf 10. Uelitz 11. Warlow 12. Wöbbelin - 9. Neustadt-Glewe 1. Blievenstorf 2. Brenz 3. Neustadt-Glewe1, 2 - 10. Parchimer Umland [seat: Parchim] 1. Domsühl 2. Groß Godems 3. Karrenzin 4. Lewitzrand 5. Obere Warnow 6. Rom 7. Spornitz 8. Stolpe 9. Ziegendorf 10. Zölkow - 11. Plau am See 1. Barkhagen 2. Ganzlin 3. Plau am See1, 2 | - 12. Sternberger Seenlandschaft 1. Blankenberg 2. Borkow 3. Brüel2 4. Dabel 5. Hohen Pritz 6. Kobrow 7. Kuhlen-Wendorf 8. Langen Jarchow 9. Mustin 10. Sternberg1, 2 11. Weitendorf 12. Witzin 13. Zahrensdorf - 13. Stralendorf 1. Dümmer 2. Holthusen 3. Klein Rogahn 4. Pampow 5. Schossin 6. Stralendorf1 7. Warsow 8. Wittenförden 9. Zülow - 14. Wittenburg 1. Wittenburg1, 2 2. Wittendörp - 15. Zarrentin 1. Gallin 2. Kogel 3. Lüttow-Valluhn 4. Vellahn 5. Zarrentin am Schaalsee1, 2 |
| 1seat of the Amt; 2town | | | |